# Aiša Suljanović
Aiša Suljanović (Bijeljina, 30 agosto 1976) è un'ex cestista bosniaca.

## Carriera
Con la Bosnia ed Erzegovina ha disputato i Campionati europei del 1997.